# Loxoblemmus peraki
Loxoblemmus peraki är en insektsart som beskrevs av Andrej Vasiljevitj Gorochov 2001. Loxoblemmus peraki ingår i släktet Loxoblemmus och familjen syrsor. Inga underarter finns listade i Catalogue of Life.